# Elacatinus phthirophagus
Elacatinus phthirophagus és una espècie de peix de la família dels gòbids i de l'ordre dels perciformes.

## Morfologia
Els mascles poden assolir els 3,2 cm de longitud total.

## Distribució geogràfica
Es troba a Fernando de Noronha (Brasil).